# Inside the Actors Studio
Inside the Actors Studio é um talk show criado em 1994 e apresentado por James Lipton. O programa é exibido nos Estados Unidos pelo canal a cabo Bravo, no Brasil pelo canal film&arts e em Portugal pelo canal Biography Channel.

## Convidados
Lista de convidados do programa em ordem alfabética.
- Alec Baldwin
- Alyson Hannigan
- Amy Poehler
- Andy García
- Angelina Jolie
- Anjelica Huston
- Anne Jackson (com Eli Wallach)
- Anthony Hopkins
- Anthony LaPaglia
- Anthony Quinn
- Antonio Banderas
- Arthur Miller
- Arthur Penn

### B
- Barbara Walters
- Barbra Streisand
- Ben Affleck
- Ben Kingsley
- Ben Stiller
- Benicio del Toro
- Bernadette Peters
- Bette Midler
- Betty White
- Billy Bob Thornton
- Billy Crystal
- Billy Joel
- Bon Jovi
- Bradley Cooper[1]
- Brooke Shields
- Bruce Willis
- Burt Reynolds

### C
- Cameron Diaz
- Carol Burnett
- Cate Blanchett
- Charlie Sheen
- Charlize Theron
- Chris Rock
- Christian Slater
- Christopher Reeve
- Christopher Walken
- Clint Eastwood
- Cobie Smulders
- Colin Firth
- Conan O'Brien

### D
- Daniel Radcliffe
- Danny DeVito
- Danny Glover
- Dave Chappelle
- David Duchovny
- Debra Winger
- Denis Leary[2]
- Dennis Hopper
- Dennis Quaid
- Diana Ross
- Diane Lane
- Don Cheadle
- Donald Sutherland
- Drew Barrymore
- Dustin Hoffman

### E
- Ed Harris
- Eddie Murphy
- Edward Norton
- Eli Wallach (com Anne Jackson)
- Ellen Barkin
- Ellen Burstyn
- Elton John
- Estelle Parsons
- Ethan Hawke

### F
- Faye Dunaway
- Forest Whitaker
- Francis Ford Coppola

### G
- Gabriel Byrne
- Gary Sinise
- Geena Davis
- Gene Hackman
- Gene Wilder
- George Carlin
- Glenn Close
- Goldie Hawn
- Gwyneth Paltrow

### H
- Halle Berry
- Harrison Ford
- Harvey Keitel
- Helen Hunt
- Hilary Swank
- Holly Hunter
- Hugh Grant
- Hugh Jackman
- Hugh Laurie

### I
- Ian McKellen

### J
- Jack Black
- Jack Lemmon
- James Caan
- James Cameron
- James Franco
- James Gandolfini
- James Lipton[3]
- James Woods
- Jamie Foxx
- Jane Fonda
- Jason Bateman[2]
- Jason Segel
- Jay Leno
- Jeanne Moreau
- Jeff Bridges
- Jennifer Aniston
- Jennifer Connelly
- Jennifer Jason Leigh
- Jennifer Lopez
- Jeremy Irons
- Jerry Lewis
- Jessica Lange
- Jim Carrey
- Joanne Woodward
- Jodie Foster
- John Cusack
- John Goodman
- John Hurt
- John Travolta
- Johnny Depp
- Josh Brolin
- Josh Radnor
- Judd Apatow
- Jude Law
- Julia Louis-Dreyfus
- Julia Roberts
- Julianne Moore
- Juliette Binoche

### K
- Kate Hudson
- Kate Winslet
- Kathy Bates
- Kevin Costner
- Kevin Kline
- Kevin Spacey
- Kiefer Sutherland[4]
- Kim Basinger
- Kyra Sedgwick
- Katie Holmes

### L
- Laura Linney
- Lauren Bacall
- Laurence Fishburne
- Lee Grant
- Leslie Mann
- Liza Minnelli

### M
- Mark Ruffalo
- Mark Rydell
- Mark Wahlberg
- Martin Landau
- Martin Lawrence
- Martin Scorsese
- Martin Sheen
- Martin Short
- Mary Stuart Masterson
- Mary Tyler Moore
- Matt Damon
- Matt Dillon
- Matthew Broderick
- Meg Ryan
- Melanie Griffith
- Meryl Streep
- Mike Myers
- Mike Nichols
- Michael Caine
- Michael Douglas
- Michael J. Fox (com Tracy Pollan)
- Michelle Pfeiffer
- Mickey Rourke
- Mo'Nique
- Morgan Freeman

### N
- Naomi Watts
- Natalie Portman
- Nathan Lane
- Ned Beatty
- Neil Patrick Harris
- Neil Simon
- Nicolas Cage
- Norman Jewison

### O
- Olympia Dukakis

### P
- Paul Newman
- Peter Falk
- Philip Seymour Hoffman
- Pierce Brosnan

### Q
- Queen Latifah

### R
- Ralph Fiennes
- Renée Zellweger
- Richard Dreyfuss
- Richard Gere
- Ricky Gervais
- Robert De Niro
- Robert Downey, Jr.
- Robert Duvall
- Robert Redford
- Rob Schneider
- Robin Williams
- Ron Howard
- Roseanne Barr
- Rosie O'Donnell
- Russell Crowe

### S
- Sally Field
- Salma Hayek
- Samuel L. Jackson
- Sarah Jessica Parker
- Sean Penn
- Sharon Stone
- Shelley Winters
- Shirley MacLaine
- Sidney Lumet
- Sigourney Weaver
- Sissy Spacek
- Spike Lee
- Stanley Donen
- Stephen Sondheim
- Steve Buscemi
- Steven Spielberg
- Stockard Channing
- Susan Sarandon
- Sydney Pollack
- Sylvester Stallone

### T
- Teri Hatcher
- Tina Fey
- Tim Allen
- Tim Robbins
- Tom Hanks[5]
- Tom Cruise
- Tommy Lee Jones
- Tracy Pollan (com Michael J. Fox)

### V
- Val Kilmer
- Vanessa Redgrave

### W
- Will Smith
- William Goldman
- William H. Macy
- Willem Dafoe
- Whoopi Goldberg